# Equitazione ai Giochi della XXXII Olimpiade - Dressage a squadre
La competizione di dressage a squadre ai giochi olimpici della XXXII Olimpiade di Tokyo si è svolta tra il 24 e il 27 luglio 2021 presso il Central Breakwater.
La gara è stata vinta dalla compagine tedesca composta dalle cavaliere Jessica von Bredow-Werndl, Dorothee Schneider e Isabell Werth

## Programma
| Data                   | Ora   | Turno               |
| ---------------------- | ----- | ------------------- |
| Sabato 24 luglio 2021  | 17:00 | Grand Prix Giorno 1 |
| Sabato 25 luglio 2021  | 17:00 | Grand Prix Giorno 2 |
| Martedì 27 luglio 2021 | 17:30 | Grand Prix Speciale |

## Formato della competizione
Il dressage individuale e a squadre utilizzano gli stessi risultati. La competizione è divisa in tre fasi, di cui solo le prime due vengono utilizzate nella competizione a squadre. La prima fase è il Grand Prix, durante le quali le prime otto squadre vengono ammesse alla seconda fase, il Grand Prix Special. I risultati conseguiti nel corso di questa ultima fase vengono considerati per l'assegnazione delle medaglie e la definizione dei piazzamenti.

## Risultati

### Grand Prix
| Pos. | Nazionalità   | Cavaliere                                                   | Cavalli                                           | Punti ind.           | Punti squadra | Note |
| ---- | ------------- | ----------------------------------------------------------- | ------------------------------------------------- | -------------------- | ------------- | ---- |
| 1    | Germania      | Jessica von Bredow-Werndl Dorothee Schneider Isabell Werth  | TSF Dalera Showtime FRH Bella Rose 2              | 2717.0 2538.0 2656.5 | 7911.5        | Q    |
| 2    | Gran Bretagna | Charlotte Fry Carl Hester Charlotte Dujardin                | Everdale En Vogue Gio                             | 2482.5 2419.0 2607.0 | 7508.5        | Q    |
| 3    | Danimarca     | Cathrine Dufour Nanna Skodborg Merrald Carina Cassøe Krüth  | Bohemian Zack Heiline's Danciera                  | 2610.0 2356.0 2469.0 | 7435.0        | Q    |
| 4    | Stati Uniti   | Sabine Schut-Kery Adrienne Lyle Steffen Peters              | Sanceo Salvino Suppenkasper                       | 2525.0 2411.0 2453.5 | 7389.5        | Q    |
| 5    | Paesi Bassi   | Edward Gal Hans Peter Minderhoud Marlies van Baalen         | Total Us Dream Boy Go Legend                      | 2532.5 2473.5 2306.0 | 7312.0        | Q    |
| 6    | Svezia        | Therese Nilshagen Antonia Ramel Juliette Ramel              | Dante Weltino Old Brother de Jeu Buriel K.H.      | 2419.5 2207.0 2362.5 | 6969.0        | Q    |
| 7    | Portogallo    | Rodrigo Torres Maria Caetano João Miguel Torrao             | Fogoso Fenix de Tineo Equador                     | 2338.5 2264.0 2260.0 | 6862.5        | Q    |
| 8    | Spagna        | Beatriz Ferrer-Salat José Antonio Garcia Mena Severo Jurado | Elegance Sorento 15 Fendi T                       | 2321.5 2226.5 2201.5 | 6749.5        | Q    |
| 9    | Francia       | Alexandre Ayache Morgan Barbançon Maxime Collard            | Zo What Sir Donnerhall II OLD Cupido PB           | 2219.5 2271.5 2224.0 | 6715.0        |      |
| 10   | Belgio        | Larissa Pauluis Laurence Roos Domien Michiels               | Flambeau Fil Rouge Intermezzo Van Het Meerdaalhof | 2165.5 2276.5 2260.5 | 6702.5        |      |
| 11   | Canada        | Chris von Martels Lindsay Kellock Brittany Fraser-Beaulieu  | Eclips Sebastien All In                           | 2191.5 2106.0 2308.0 | 6605.5        |      |
| 12   | ROC           | Inessa Merkulova Aleksandra Maksakova Tatyana Kosterina     | Mister X Bojengels Diavolessa VA                  | 2236.5 2057.5 2056.5 | 6350.5        |      |
| 13   | Australia     | Mary Hanna Simone Pearce Kelly Layne                        | Calanta Destano Samhitas                          | 2189.0 2205.5 1879.0 | 6273.5        |      |
| 14   | Giappone      | Kazuki Sado Shingo Hayashi Hiroyuki Kitahara                | Ludwig Der Sonnenkoenig 2 Scolari 4 Huracan 10    | 2013.5 2116.0 2135.0 | 6264.5        |      |
| —    | Austria       | Christian Schumach Florian Bacher Victoria Max-Theurer      | Te Quiero SF Fidertraum Abegglen NRW              | 2283.0 2248.0 WD     | EL            |      |

### Grand Prix Special
| Pos. | Nazionalità   | Cavaliere                                                   | Cavalli                                      | Punti ind.           | Punti squadra | Note |
| ---- | ------------- | ----------------------------------------------------------- | -------------------------------------------- | -------------------- | ------------- | ---- |
|      | Germania      | Jessica von Bredow-Werndl Dorothee Schneider Isabell Werth  | TSF Dalera Showtime FRH Bella Rose 2         | 2785.5 2652.0 2740.5 | 8178.0        |      |
|      | Stati Uniti   | Sabine Schut-Kery Adrienne Lyle Steffen Peters              | Sanceo Salvino Suppenkasper                  | 2684.5 2504.0 2558.5 | 7747.0        |      |
|      | Gran Bretagna | Charlotte Fry Carl Hester Charlotte Dujardin                | Everdale En Vogue Gio                        | 2617.0 2528.5 2577.5 | 7723.0        |      |
| 4    | Danimarca     | Cathrine Dufour Nanna Skodborg Merrald Carina Cassøe Krüth  | Bohemian Zack Heiline's Danciera             | 2557.0 2441.5 2541.5 | 7540.0        |      |
| 5    | Paesi Bassi   | Edward Gal Hans Peter Minderhoud Marlies van Baalen         | Total Us Dream Boy Go Legend                 | 2628.5 2505.5 2342.5 | 7479.5        |      |
| 6    | Svezia        | Therese Nilshagen Antonia Ramel Juliette Ramel              | Dante Weltino Old Brother de Jeu Buriel K.H. | 2500.0 2219.0 2491.0 | 7210.0        |      |
| 7    | Spagna        | Beatriz Ferrer-Salat José Antonio Garcia Mena Severo Jurado | Elegance Sorento 15 Fendi T                  | 2464.0 2426.5 2308.0 | 7198.5        |      |
| 8    | Portogallo    | Rodrigo Torres Maria Caetano João Miguel Torrao             | Fogoso Fenix de Tineo Equador                | 2458.5 2260.0 2247.0 | 6965.5        |      |